# Cursorius rufus
Cursorius rufus là một loài chim trong họ Glareolidae.